# Pietro Blaserna
Pietro Blaserna (n. 29 februarie 1836, Fiumicello – d. 26 februarie 1918, Roma) a fost un matematician și fizician italian, membru de onoare al Academiei Române (din 1913).